# Kebele
Ein Kebele (amharisch ቀበሌ qäbäle) ist die kleinste Art eines Verwaltungsbezirkes in Äthiopien und besteht meist nur aus einer Dorfeinheit. 
Die Verwaltung ist durch Ortsräte organisiert. Mehrere Kebeles bilden zusammen eine Woreda (Distrikt). Im Jahr 2007 gab es rund 17.000 Kebeles, 15.500 ländlich und 1.500 städtisch; Letztere bildeten rund 1.000 Städte. 